# شهرداری الخور
شهرداری الخور (به عربی: بلدية الخور) یکی از شهرداری‌های کشور قطر به مرکزیت شهر الخور است. جمعیت این شهرداری طبق آمار سال ۲۰۱۵ میلادی،‌ ۲۰۲٬۰۳۱ نفر است. نیروگاه راس لفان در این شهرداری قرار دارد.